# Croatia Karate Cup – Super Eight
Croatia Karate Cup – Super Eight
Organizira Karate klub Croatia iz Zagreba. Prvo izdanje međunarodnog karate turnira Croatia Cup održano je 1992. godine.  1996. godine je u njegovu sklopu prvi puta održan Super Eight - pozivni turnir osam vrhunskih svjetskih boraca koji su se osim za prestiž borili i za zavidan nagradni fond u ovom amaterskom sportu. Prva trojica, a ponekad prva četvorica osvajaju novčanu nagradu; pobjednik osvaja 3000-5000€. U osnovnom dijelu turnira nastupaju kadeti, seniori i najmlađi (7-16 godina) po težinskim skupinama i ekipno.
2004. godine Super Eight je unaprijeđen u Super Open u kojem je nagradni fond povećan na preko 10000 eura. Super Eight se vratio 2009.  Na Super Open mogao se prijaviti bilo koji borac na svijetu, dok u Super Eightu organizatori pozivaju najboljih osam boraca, gdje je prvi kriterij kvaliteta.
Natjecanje je open weight i održava se prema WKF pravilima. Osam natjecatelja je podijeljeno u dvije skupine - crvenu i plavu. Po četiri natjecatelja u svakoj skupini nastupaju u ligaškom sustavu, a pobjednici skupina nastupaju u finalu. Drugoplasirani iz skupina bore se za 3. mjesto.
Na Croatia Cupu 2006. nastupila je reprezentativna selekcija Irana s 36 natjecatelja, na čelu s osvajačem svjetskog zlata iz 2006. u kategoriji –75 kg.

## Izdanja
- Najviše nastupa:
- Najviše nastupa bez titule:

| Izdanje | Pobjednici             | Finalisti            | 3.                              | 4.                 | Ostali natjecatelji (abecedno)                                                             | Ref         |
| ------- | ---------------------- | -------------------- | ------------------------------- | ------------------ | ------------------------------------------------------------------------------------------ | ----------- |
| 2020.   | Nepoznata kratica »«   | Nepoznata kratica »« |                                 |                    |                                                                                            |             |
| 2019.   | Enes Garibović (3)     | Martin Michele       | Alvin Karaqi                    | Aykhan Mamayev     | Erman Eltemur, Kenya Grillon, Ante Mrvičić, Đorđ Tešanović                                 | [ 5 ]       |
| 2018.   | Enes Garibović (2)     | Anđelo Kvesić        | Ahmed El Masry                  | Matija Matijević   | Daniel Gaysinsky, Gabor Harspataki, Aykhan Mamayev, Uroš Mijalković                        | [ 6 ] [ 7 ] |
| 2017.   | Enes Garibović         | Serkan Yagci         | Ivan Martinac                   | Anđelo Kvesić      | Sebastjan Budihna, Dejan Cvrkota, Gabor Harspataki, Rene Small                             | [ 4 ]       |
| 2016.   | Anđelo Kvesić          | Enes Garibović       |                                 |                    | Ludvig Abild, Sebastjan Budihna, Dejan Cvrkota, Gabor Harspataki, Berat Jakupi             | [ 1 ]       |
| 2015.   | Slobodan Bitević (3)   | Gabor Harspataki     |                                 |                    | Luigi Busà, Enes Garibović, Nello Maestri, Ante Mrvičić                                    | [ 8 ]       |
| 2014.   | Slobodan Bitević (2)   | Berat Jakupi         |                                 |                    | Noah Bitsch, Sebastjan Budihna, Stanislav Horuna, Goran Lučin, Ante Mrvičić, Meris Muhović |             |
| 2013.   | George Tzanos (2)      | Serkan Yağcı         | Slobodan Bitević, Jonathan Horn |                    | Goran Lučin, Pero Vučić                                                                    | [ 9 ]       |
| 2012.   | Slobodan Bitević       | George Tzanos        | Serkan Yagci                    | Rene Smaal         | Afrim Latifi, Marko Lučić, Mohanad Magdi, Pero Vučić                                       | [ 10 ]      |
| 2011.   | Pero Vučić             | Jonathan Horne       |                                 |                    |                                                                                            |             |
| 2010.   | Luigi Busà             | George Tzanos        | ? Alijev                        | Rene Smaal         | Hećimović, Jovanović, Maričević, Mourssy                                                   | [ 11 ]      |
| 2009.   | George Tzanos          | Gogita Arkania       | Neven Martić                    |                    | Alexander Guerunov                                                                         |             |
| 2008.   | Alexander Guerunov (5) | Nepoznata kratica »« |                                 |                    |                                                                                            |             |
| 2007.   | Alexander Guerunov (4) | Nepoznata kratica »« |                                 |                    |                                                                                            |             |
| 2006.   | Alexander Guerunov (3) | Nepoznata kratica »« |                                 |                    |                                                                                            |             |
| 2005.   | Alexander Guerunov (2) | Nepoznata kratica »« |                                 |                    |                                                                                            |             |
| 2004.   | Alexander Guerunov     | Nepoznata kratica »« |                                 |                    |                                                                                            |             |
| 2003.   | Afrim Latifi           | Alexander Guerunov   |                                 |                    |                                                                                            |             |
| 2002.   | () Junior Lefevre (4)  | Davide Benetello     | Alen Zamlić                     | Alexander Guerunov | John Fonseca, ? Hamouda                                                                    |             |
| 2001.   | Predrag Stojadinov     | () Junior Lefevre    |                                 |                    |                                                                                            |             |
| 2000.   | () Junior Lefevre (3)  | Davide Benettelo     |                                 |                    |                                                                                            |             |
| 1999.   | () Junior Lefevre (2)  | Wayne Otto           |                                 |                    |                                                                                            |             |
| 1998.   | Junior Lefevre         | Wayne Otto           |                                 |                    |                                                                                            |             |
| 1997.   | Christophe Pinna (2)   | Nepoznata kratica »« |                                 |                    |                                                                                            |             |
| 1996.   | Christophe Pinna       | Davide Benettelo     |                                 |                    |                                                                                            |             |

Info
1. ↑  Alijev je uskočio umjesto Rafaela Agajeva.

## Vanjske poveznice
- Arhivirana inačica izvorne stranice od 28. siječnja 2021. (Wayback Machine)